# Nergal-szarra-usur
Nergal-szarra-usur, Neriglissar, Nergalszarezer (akad. Nergal-šarra-uṣur, tłum. „Boże Nergalu króla strzeż!”) – król Babilonii w latach 560 – 556 p.n.e., zięć Nabuchodonozora II.

## Panowanie
Był synem Bel-szum-iszkuna, gubernatora Puqudu. Przed objęciem rządów zdobył wysoką pozycję w armii babilońskiej. Brał udział w podbojach Nabuchodonozora II, był też obecny podczas oblężenia Jerozolimy, ponieważ przypuszczalnie to właśnie o nim wspomina prorok Jeremiasz (Księga Jeremiasza 39:13). Następnie pełnił funkcję simmagira wschodnich prowincji. Urząd ten polegał na zarządzaniu znacznymi obszarami kraju na wschód od Tygrysu, przy jednoczesnym skupieniu kontroli nad częścią systemu militarnego państwa. Wzmocniło to pozycję  Nergal-szarra-usura wśród dygnitarzy na dworze babilońskim, a przez małżeństwo z Kaszają, siostrą Amel-Marduka, wszedł do rodziny królewskiej oraz uzyskał dostęp do najważniejszych kręgów w państwie. Zbyt pokojowo prowadzona polityka Amel-Marduka, czego przejawem było zaniechanie wypraw wojennych i zwolnienie z niewoli króla judzkiego Jojakina, doprowadziła do niezadowolenia części wysokiej rangi urzędników. W wyniku przewrotu pałacowego Amel-Marduk został zabity, a zwycięsko z walki o tron wyszedł jego szwagier Nergal-szarra-usur. Zorganizował na przełomie 557/556 p.n.e. wyprawę do Cylicji.

## Rodzina
- Gigitum - córka, żona głównego zarządcy świątyni boga Nabu w Borsippie
- Labaszi-Marduk - syn i następca